# Тарханов, Андрей Семёнович
Андрей Семёнович Тарханов (13 октября 1936 года, Аманья Кондинского района Остяко-Вогульского национального округа — 14 августа 2017 года) — мансийский поэт.

## Биография
Окончил Ханты-Мансийское педагогическое национальное училище в 1956 году, работал учителем.
В 1961 году окончил Ленинградский педагогический институт им. А. И. Герцена. Вернувшись в Ханты-Мансийск, работал собкором окружной газеты «Ленинская правда». После учебы на Высших курсах сценаристов и режиссёров при Союзе кинематографистов СССР был редактором Ханты-Мансийской студии телевидения.
С 1961 г. — член Союза журналистов России. С 1980 г. — член Союза писателей России. Автор более 25 поэтических сборников.
Кавалер Ордена Дружбы (1997); награждён медалями. Почетный житель Ханты-Мансийского автономного округа, города Ханты-Мансийск, Кондинского района.

## Творчество
- Поэтический сборник «Первая завязь» выпущен в Тюмени (1963).
- «Утренний бор» (1972 г.), «Зеленый дождь» (1975 г.), «Волшебство» (1978 г.), «Утренний лыжник» (1979 г.), «Праздник грома» (1981 г.), «Морошковое лето» (1985 г.), «Чудеса» (1988 г.), «Храм милосердия» (1988 г.)"Пасхальный день" (1993 г.), «Лоси спешат домой» (1995 г.), «Озеро Мойпыр»(1996 г.), «Снежная симфония» (2000 г.), «Поющие молнии»(2001 г.), «Исповедь язычника» (2001 г.), «Колокол грянет» (2003 г.)",День боренья" (2005 г.), «Лесные доктора» (2008 г.), «Волки идут следом» (2010 г.), «Видения пророков» (2011 г.), «Флейта иволги зовет» (2013 г.), «Поющие молнии» (переиздание) (2015 г.), «Буранная Россия» (2015 г.), "поэтический фотоальбом «Природы чудные мгновенья» (2016 г.), «Когда улыбаются кедры» (2016г).
- Изданы за границей: в Венгрии «Andrej Tarhanov vogul kolto versei» A poganu gyalogut в (2000 г.), в Эстонии "Andrri Tarhanov «Paganausulise Pintimus» (2013 г.) и другие.

## Увековечение памяти
В честь писателя названа Центральная библиотека пгт. Междуреченский Кондинского района ХМАО-Югра (Междуреченская центральная библиотека имени А. С. Тарханова) http://www.kondalib.ru/